# Sargocentron bullisi
Sargocentron bullisi là một loài cá biển thuộc chi Sargocentron trong họ Cá sơn đá. Loài này được mô tả lần đầu tiên vào năm 1955.

## Từ nguyên
Từ định danh bullisi được đặt theo tên của nhà sinh vật biển Harvey R. Bullis (1924–1992), làm việc tại Cục Cá và Động vật hoang dã Hoa Kỳ, người đã thu thập mẫu định danh của loài cá này.

## Phân bố và môi trường sống
S. bullisi có phân bố rộng rãi dọc Tây Đại Tây Dương, từ Bermuda và bang North Carolina (Hoa Kỳ) băng qua phần lớn vịnh México và vùng biển Caribe (từ phía đông đảo Hispaniola vòng theo Tiểu Antilles xuống đến đảo Tobago), dọc theo bờ biển từ México đến bang São Paulo (Brasil) ở phía nam, bao gồm đảo Trindade xa bờ.
Môi trường sống của S. bullisi là trên các rạn san hô, được tìm thấy ở độ sâu khoảng 36–120 m. Loài này cũng có thể được tìm thấy vùng gian triều.

## Mô tả
Chiều dài cơ thể lớn nhất được ghi nhận ở S. bullisi là 16 cm. Đầu và thân màu đỏ cam với các sọc mảnh, màu trắng xanh viền đen dọc hai bên lườn. Chỉ cá con có một đốm đen nhỏ trên màng gai lưng đầu tiên. Gai vây lưng màu cam. Vây lưng mềm, vây hậu môn và đuôi màu đỏ, trong mờ.
Số gai ở vây lưng: 11; Số tia vây ở vây lưng: 11–12; Số gai ở vây hậu môn: 4 (gai thứ 3 dài nhất); Số tia vây ở vây hậu môn: 8; Số tia vây ở vây ngực: 13–15.